# Glenwood City (Wisconsin)
Pour les articles homonymes, voir Glenwood City.
Glenwood City est une ville américaine située dans le comté de Sainte-Croix, au Wisconsin. Selon le recensement de 2010, sa population est de 1 242 habitants.